# Chestnut Canoe Company
Die Chestnut Canoe Company war von 1904 bis 1978 ein kanadischer Kanuhersteller. Die meisten Chestnut-Kanus waren in Holzleisten- oder Wood&Canvas-Bauweise gefertigt, das berühmteste Modell war der bis heute vielfach kopierte Chestnut Prospector.

## Chestnut Canoe Company
Die ersten Kanus wurden als Einzelstücke von Harry und Will Chestnut ab Ende der 1890er Jahre in Fredericton, New Brunswick, nach einer Vorlage von B.N. Morris gefertigt. 1904 ging aus der „Hinterhofwerft“ eine Bootsbauwerkstatt mit einer definierten Modellauswahl hervor, was als Geburtsstunde der Chestnut Canoe Company angesehen wird. 1907 wurde aus der Bootsbauwerkstatt im Familienbetrieb die Chestnut Canoe Company Ltd. gegründet. Durch einen verheerenden Brand der Werkshallen im Dezember 1921 und daraus entstehenden wirtschaftlichen Problemen war Chestnut gezwungen, mit dem Konkurrenten Peterborough Canoe Company aus Peterborough, Ontario, unter der Dachgesellschaft Canadian Watercraft Ltd. zu fusionieren. 1927 trat die dritte Firma Canadian Canoe Company der Gesellschaft bei. Obwohl jede der drei Firmen nahezu baugleiche Kanus anboten, behielten sie unter der Canadian Watercraft ihre jeweilige Identität bei; Chestnut wurde trotz der Fusion weiterhin als eigenständige Marke wahrgenommen. Angeblich wurden jedoch auch die Wood&Canvas-Modelle der anderen beiden Firmen von Chestnut gefertigt.
Der Brand von 1921 war eine einschneidende Zäsur in der Firmen- und Modellgeschichte von Chestnut, da sämtliche Bauformen verbrannten. Die nach 1921 entstandenen Kanus hatten deutlich unterschiedliche Merkmale zu den früheren, so dass bei den Chestnut Kanus zwischen „Pre-Fire Models“ und „Post-Fire Models“ unterschieden wird.
Chestnut verwendete für seine Kanus zeitweilig Seriennummern und – im Gegensatz zu den anderen beiden Firmen der Canadian Watercraft – keine Modellnummern, sondern Modellnamen. Da die Seriennummern sehr unterschiedlich und nicht durchgängig verwendet wurden, lässt sich daraus ohne Produktions- und Lieferunterlagen kein Alter des Kanus ableiten. Manche Seriennummern bestehen nur aus einer fünfstelligen Zahl, andere waren eine Buchstaben-Ziffern-Kombination mit einem voranstehenden „C“ (für Chestnut). Produktions- und Lieferunterlagen werden heute, sofern sie noch vorhanden sind, von der Wooden Canoe Heritage Association verwaltet.
Die Ursache für die Einführung von Modellnamen statt Modellnummern bei Chestnut lag in der Logistik des frühen 20. Jahrhunderts begründet: Kanus wurden häufig per Telegraf bestellt. Deren eingeschränkte Übertragungsqualität barg das Risiko von Zahlendrehern oder Missverständnissen, was zu Falschlieferungen und damit zu Unmut beim Kunden führen konnte. Mit Modellnamen war die Gefahr von Missverständnissen deutlich reduziert.
Mit dem Aufkommen von alternativen Werkstoffen wie Aluminium ab den 1940er Jahren und Fiberglas ab den 1960er Jahren, ging die Massenfertigung von Wood&Canvas-Kanus zu Ende. Das letzte originale Chestnut Kanu wurde 1979 gefertigt, dann schloss das Unternehmen seine Pforten. Doch die Mehrzahl der jemals gefertigten Chestnut Kanus existieren noch heute. Die Formen der Chestnut Kanus wurden von Headwaters Canoes in Wakefield, Québec, aufgekauft und dort weiter verwendet.

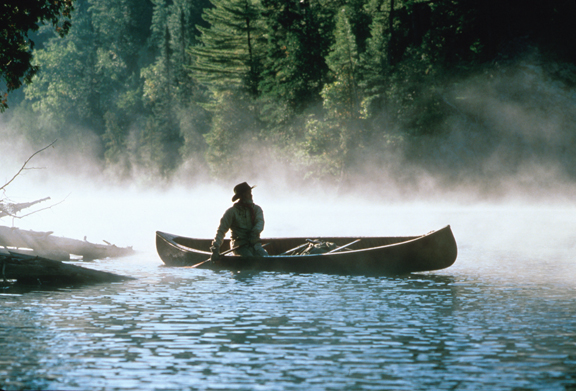
Bill Mason in seinem Chestnut-Kanu

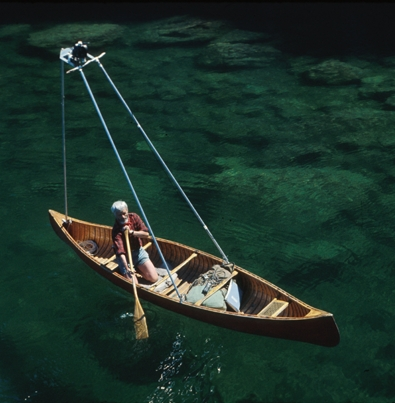
Bill Mason ca. 1977 in seinem Prospector bei den Dreharbeiten zur Path of the Paddle-Reihe

## Chestnut Prospector
Von den vier legendären Modellen der Chestnut Kanus Ogilvy, Bob Special, Pal und Prospector ist letzteres das bekannteste und berühmteste. Der Prospector wurde zu Beginn der 1920er Jahre als „Arbeitspferd“ entwickelt, die Markteinführung war 1923. Der Name wurde der Berufsgruppe Prospektoren entlehnt, eine Berufsbezeichnung aus der Geologie, Geographie und Kartologie. Die Bezeichnung ist heute noch vorwiegend in der Geologie gebräuchlich. Die Prospektoren dienten der Erforschung und Erschließung von Landschaften und natürlichen Ressourcen und folgten damit den Pionieren bzw. ersten Siedlern. Eine Blütezeit der Prospektoren war im 18. und 19. Jahrhundert in Nordamerika, vor allem in Kanada. Sie halfen, die Weiten für den Warenhandel zu erschließen, und bereiteten den Voyageuren den Weg. Diese enge Verbindung zwischen Prospektoren, Voyageuren und dem damals dort vielgenutzten Verkehrsmittel, dem Kanu, führten wohl zu dieser Modellbezeichnung.
Eine hohe Bordwand, breiter Rumpf, voluminöse runde Spitzen, ausgeprägter Kielsprung und der Rundboden waren wesentliche Merkmale des Prospectors und sorgen für eine hohe Symbiose aus maximaler Zuladung, Geschwindigkeit, Wendigkeit und Wildwassertauglichkeit. Gleichzeitig hatte der Prospector ein vergleichsweise geringes Eigengewicht, was Portagen erleichtert. Deshalb wird der Prospector von seinen Fans als „Eierlegende Wollmilchsau“ unter den Kanus angesehen. Bis 1979 wurde der Prospector in insgesamt 12 verschiedenen Varianten (bezeichnet als Forest, Fire, Elk, Ranger, Bear, Fort, Fawn, Sectional, Garry, Marsh, Voyageur und Birch) in Längen zwischen 12 und 18 Fuß (3,66 bis 5,49 Meter) angeboten. Die häufigste Bootslänge war 16 ft (4,88 m).
Ob seiner Eigenschaften beliebt und geschätzt war der Prospector bei vielen Rangern, Wildhütern und Jägern, aber auch bei vielen Freizeitkanuten. Zur Entstehung der Legende des Prospectors trug Bill Mason entscheidend bei, der das Kanumodell häufig in und für seine Bücher und Filmen verwendete.
Der Prospector wurde und wird von zahlreichen anderen Kanuherstellern kopiert. Mitte des 20. Jahrhunderts waren es Huron, Peterborough, Greenwood und Willits. Dabei bedienten die verschiedenen Hersteller unterschiedliche Preissegmente. Die Huron Prospector waren mit 200 $ (Stand 1960) die günstigsten, während Greenwood die edelsten, teuersten und am besten verarbeiteten Boote verkaufte. Der Chestnut Prospector wurde im oberen Mittelfeld eingeordnet. Heute führen unter anderem Bluewater Canoes, Gatz, Nova Craft, Souris River Canoes, Swift Canoes und Wenonah den Prospector in ihrem Programm. Die Originalform wird dabei mehr oder weniger genau nachgebaut. Dennoch wird häufig gesagt, dass das Original von Chestnut nie wieder erreicht wurde. Außer Nachbauten durch andere Kanuhersteller wurden auch zahlreiche Prospector selbst gebaut, erforderliche Baupläne sind noch heute erhältlich.